# Voznesensk
Voznesensk (ukrainsk: Вознесе́нськ, tr. Voznecénsk, ukrainsk udtale: [wɔzneˈsɛnʲsʲk]  ( hør); russisk: Вознесе́нск, tr. Voznesénsk) er en by i Mykolaiv oblast (region) i Ukraine med 34.050 (2021) indbyggere.
Voznesenk ligger på venstre bred af floden Sydlige Buh ved dens sammenløb med floden Mertvovod. Byen er det administrative centrum for Voznesensk rajon (distrikt). Byen havde i 2021 en befolkning på omkring 34.050 mennesker.

## Historie
Byen blev grundlagt af Katarina den Store i 1795, som en bebyggelse i Novorossija guvernement i Det Russiske Kejserrige.
Voznesensk fik bystatus i 1938.
Under Anden Verdenskrig var byen besat af Aksemagternes tropper fra august 1941 til marts 1944.
I januar 1989 havde byen 43.881 indbyggere.

### Den russisk-ukrainske krig
|  | Dette afsnit beskriver en aktuel begivenhed Informationerne kan blive ændret hurtigt, som begivenheden skrider frem. |

Under Ruslands invasion af Ukraine 2022 oplevede byen beskydning og kampe som en del af Slaget om Mykolajiv og Slaget om Voznesensk. Den 2. marts blev en russisk panserkolonne besejret af ukrainske styrker i et slag, som i en artikel i Wall Street Journal blev beskrevet som "en af krigens mest afgørende ruter" på grund af dens placering.  Den ukrainske hær ødelagde i samarbejde med lokale landmænd en strategisk vigtig bro og eliminerede omkring 30 angribende russiske kampvogne plus andre pansrede køretøjer og en helikopter og hindrede derved en russisk fremrykning mod Odessa og Sydukraine Atomkraftværk der ligger i nærheden.

## Galleri
- Voznesensk Rådhus
- Kulturpalads
- Hotel
- Monumentet Kærlighedsstenen
- Monument for den socialistiske revolution
- Voznesensk motorcykelbane
- Skole nr. 10
- Church of Sankt Olga med klokketårn